# Vol Braniff International Airways 352
Le 3 mai 1968, un Lockheed L-188 Electra effectuant le vol Braniff International Airways 352, un vol intérieur régulier entre l'aéroport international William P. Hobby, à Houston, et l'aéroport de Dallas Love Field, à Dallas, s'est disloqué en vol avant de s'écraser près de Dawson, au Texas, après avoir traversé une zone de violents orages. On ne compte aucun survivant parmi les 80 passagers et 5 membres d'équipage présents à bord. 
Parmi les victimes figure le représentant de l'État du Texas, Joseph Lockridge (en), le premier homme noir à représenter le comté de Dallas à la législature d'État du Texas.
L'enquête a révélé que la cause principale de l'accident est la décision du commandant de bord de traverser une zone de mauvais temps, suivie d'une surcharge structurelle de la cellule  de l'avion, suivie de la rupture de l'aile droite en vol, alors que l'équipage tentait de récupérer le contrôle, à la suite d'une perte de contrôle lors d'un virage à 180 degrés exécuté pour tenter d'échapper aux intempéries.

## Déroulement des faits
Plus tôt dans la journée, à 12h40, heure locale, l'équipage du vol 352, composé du commandant de bord John R. Phillips (45 ans), du copilote John F. Foster (32 ans), et du mécanicien navigant Donald W. Crossland (28 ans), a effectué un vol entre Dallas et Houston en passant par la même zone qu'ils devaient survoler plus tard. Lors de ce vol précédent, quelques heures auparavant, ils n'avaient rencontré aucune conditions météo significative le long de la route. Une fois arrivés à Houston, Il n'y a pas eu de briefing de l'équipage concernant les conditions météorologiques mises à jour par le National Weather Service, la Federal Aviation Administration (FAA) ou la compagnie aérienne. Ils ont cependant reçu des informations papier sur tous les rapports et prévisions météorologiques pertinents pour le vol et lors de l'approche finale.
À 16h11, l'équipage du vol 352 a quitté l'aéroport international William P. Hobby, à bord d'un Lockheed L-188A Electra un quadrimoteur à turbopropulseur, pour l'aéroport de Dallas Love Field. Environ 25 minutes après le début du vol, alors qu'il volait au niveau de vol (FL) 200 (environ 20 000 pieds (6 100 m)), l'avion s'est approché d'une zone d'intense activité orageuse. L'équipage a demandé à descendre à 15 000 pieds (4 570 m) et à dévier vers l'ouest. 
Le contrôle aérien (ATC) a informé l'équipage que d'autres vols dans la région déviaient vers l'est et leur a suggéré de dévier également dans cette direction, mais l'équipage de l'Electra a insisté sur le fait que leur radar météorologique embarqué n'indiquait aucune conditions météo particulière à l'ouest. L'ATC a ensuite autorisé le vol à descendre à 14 000 pieds (4 270 m) et à dévier vers l'ouest, comme ils l'avaient demandé. La déviation vers l'ouest aurait été plus courte et plus rapide qu'une déviation vers l'est.
À 16h44, l'équipage a demandé et l'ATC a autorisé le vol à descendre à 5 000 pieds (1 520 m). L'équipage a demandé à l'ATC s'il y avait des rapports sur la présence de grêle dans la zone, ce à quoi l'ATC a répondu qu'il n'en avaient pas reçu parce que les autres avions présents dans la zones avaient tous changé de cap vers l'est.
À 16h47, le vol 352 a rencontré une zone de fortes pluies et a demandé un virage à droite de 180°, ce que l'ATC a immédiatement approuvé. Alors qu'il tournait à droite dans de fortes turbulences, l'angle d'inclinaison de l'appareil a augmenté à plus de 90° et le nez a ensuite piqué vers le sol, selon un angle d'environ 40°. Alors que l'équipage tentait de se remettre du virage en piqué qui s'est ensuivi, l'Electra a subi des forces d'accélération de plus de 4 g, ce qui a provoqué la rupture en vol de l'aile droite. L'avion s'est ensuite désintégré à une altitude de 6 750 pieds (2 060 m) et s'est écrasé en flammes au sol vers 16h48, ne laissant aucun survivant parmi les 85 personnes à bord.

## Enquête
Le Conseil national de la sécurité des transports (NTSB) a enquêté sur l'accident. L'enregistreur de paramètre (FDR) et l'enregistreur phonique (CVR) ont été récupérés dans l'épave, avec leurs données en grande partie intactes, et les sons captés dans le poste de pilotage a été reconstitué et transcrit.
Le NTSB a comparé les conversations dans le cockpit avec la transcription des communications de l'ATC et a noté que c'était le copilote, à la demande du commandant de bord, qui avait demandé à l'ATC s'ils avaient reçu des rapports concernant le présence de grêle dans la zone et avait reçu la réponse de l'ATC qu'ils n'en avaient pas reçu, parce que les autres avions avaient tous dévié de leur trajectoire de vol vers l'est. À ce moment-là, selon la transcription du CVR, le commandant de bord a conseillé au copilote : « Non, ne lui parlez pas trop. J'entends sa conversation à ce sujet. Il essaie de nous faire admettre que nous faisons une grosse erreur en venant ici. ».
Peu de temps après, le copilote a déclaré : « ... ça me semble pire là-bas. » L'équipage a alors demandé et obtenu l'autorisation de l'ATC pour effectuer un virage à 180°. Le virage est devenu extrêmement raide, avec une inclinaison de plus de 90° et un angle à piqué de 40°. Alors qu'ils essayaient de sortir du virage, le FDR a indiqué une accélération maximale de 4,3 g, ce qui, selon le NTSB, a provoqué une surcharge structurelle de la cellule et a entraîné sa dislocation en vol.

Le 19 juin 1969, le NTSB a publié son rapport final, qui comprenait la déclaration suivante : 

« La cause probable du crash est la contrainte exercée sur la structure de l'avion qui était au-delà de son seuil de résistance maximal, lors d'une tentative de récupération d'une attitude inhabituelle induite par des turbulences associées à une zone orageuse intense. Le vol de l'appareil dans les turbulences résultait d'une décision volontaire de l'équipage de pénétrer dans une zone connue pour être soumise à des conditions météorologiques extrêmes. »